# Akira Akao
Akira Akao (赤尾 公 Akao Akira?, nacido el 15 de febrero de 1988 en Kagoshima) es un futbolista japonés que se desempeña como centrocampista.

## Trayectoria

### Clubes
| Club                | País  | Año    |
| ------------------- | ----- | ------ |
| Gainare Tottori     | Japón | 2010   |
| SC Tottori Dreams   | Japón | 2011   |
| Kagoshima United FC | Japón | 2012 - |

## Estadística de carrera

### J. League
| Club                | Año   | J. League | J. League | Copa J. League | Copa J. League | Total | Total |
| Club                | Año   | Part.     | Goles     | Part.          | Goles          | Part. | Goles |
| ------------------- | ----- | --------- | --------- | -------------- | -------------- | ----- | ----- |
| Kagoshima United FC | 2016  | 26        | 3         | -              | -              | 26    | 3     |
| Kagoshima United FC | 2017  | 31        | 0         | -              | -              | 31    | 0     |
| Total               | Total | 57        | 3         | 0              | 0              | 57    | 3     |